# Oligocottus snyderi
Oligocottus snyderi är en fiskart som beskrevs av Greeley, 1898. Oligocottus snyderi ingår i släktet Oligocottus och familjen simpor. Inga underarter finns listade i Catalogue of Life.